# Меджато, Джанфранко
Джанфранко Меджато (итал. Gianfranco Meggiato) — итальянский скульптор.
Джанфранко Меджато родился в 1963 году в пригороде Венеции; его отец был каменщиком, мать — медсестрой. В 1978 году поступил в Венецианский государственный институт искусств, где изучал скульптуру. В 1979 и 1984 годах работы Меджато были отобраны для участия в выставке молодых мастеров при галерее современного искусства Бевилаква ла Маса.
В первое время после окончания учёбы занимался реставрацией, в свободное время работая над моделями будущих бронзовых скульптур. С 1998 года активно выставляется в Италии и за границей. Регулярно выставляется в рамках ярмарок и фестивалей современного искусства в Женеве («EuropArt»), Гааге («Holland Art Fair»), Генте («Lineart»), Люксембурге («Salon de l’Art Contemporain»), Страсбурге («St-Art»), Карлсруэ («Art Karlsruhe International Messe fur Moderne Kunst»), Пьяченце (коллективная летняя выставка «Galleria Palma Arte»), Удине («Artefiera»). Его работы демонстрировались в Нью-Йорке, Лиссабоне, Эль-Кувейте (в рамках выставки искусств посольства Италии в Кувейте), Лондоне, Риме и Киеве. Отзывы о работе Меджато публиковались в таких центральных итальянских изданиях, как Corriere della Sera и Libero, а в специализированных журналах Arte In i Art Style его творчеству посвящались большие статьи.
Свой стиль Меджато определяет как «интроскульптуру», поскольку его работы позволяют зрителю заглянуть вглубь, а не ограничивают его взгляд внешней оболочкой.